# Wernher von Homberg
Wernher von Homberg (également connu sous le nom de Werner; Hohenberg, 1284 – 21 mars 1320) est un chevalier au service de l'empereur Henri VII, puis de Frédéric le Bel. Ses poèmes de Minnesang sont enregistrés dans le Codex Manesse.

## Biographie

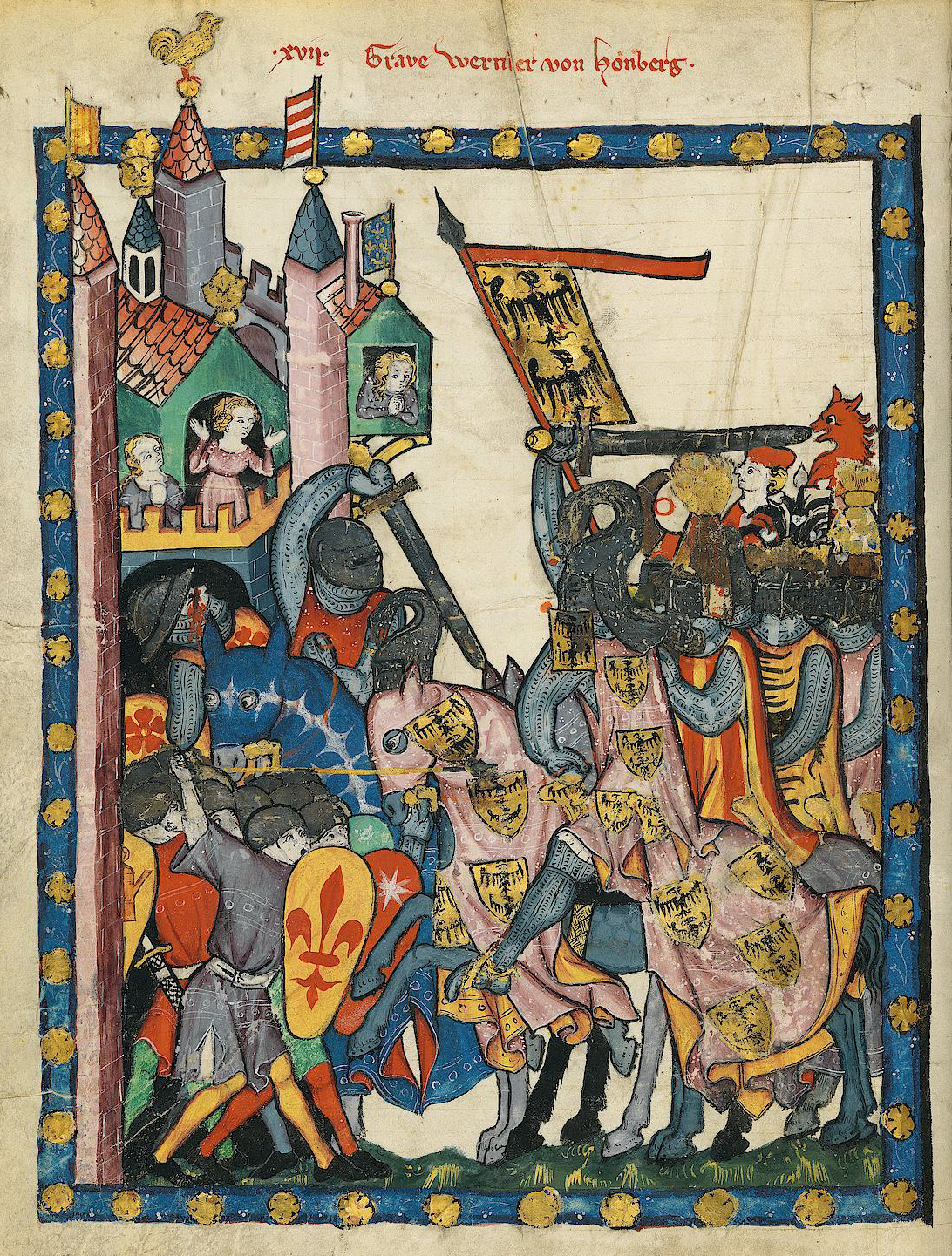
Le comte Wernher von Homberg, Codex Manesse folio 43v

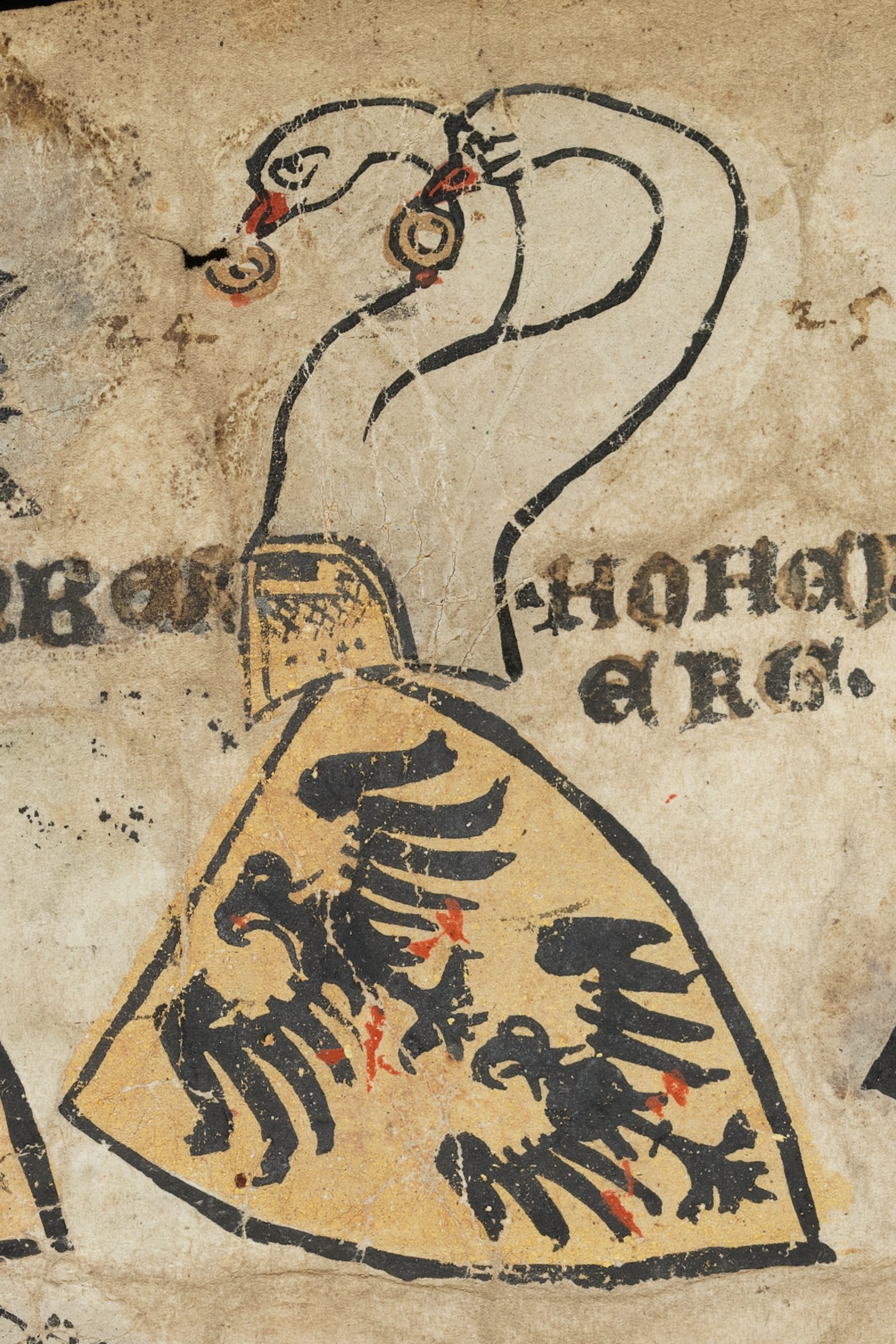
Armoiries des Homberg (Armorial de Zurich, c. 1340).

Le père de Wernher, Ludwig von Homberg (mort en 1289 à la bataille de Schosshalde (en), fils de Hermann IV de Frohburg), et sa mère, Elisabeth von Rapperswil (en) (morte en 1309), héritière de Rudolf, comte de Rapperswil (en). À la mort de son mari, Elisabeth cède ses domaines de Rapperswil à ses enfants. Comme ses parents avant elle, Elisabeth est alliée de la ville de Zurich et détient la citoyenneté (Burgrecht) là-bas. Elle est également la protectrice du couvent d'Oetenbach (en), où Cécilia von Homberg, la sœur de Wernher, devient prieure.
Wernher hérite de territoires qui forment aujourd'hui la partie nord du canton de Schwyz. Dès 1302, le roi Albert Ier d'Allemagne revendique ces territoires, poussant Wernher à conclure un pacte avec les habitants de Schwyz. En 1303, Wernher vend le château de Homberg et la ville de Liestal à l'évêque de Bâle. En 1304/5, il rejoint la croisade livonienne de l'ordre Teutonique. Ses huit Minnelieder conservés datent de cette période.
En 1309, Wernher est nommé bailli de Schwyz. Il participe à la campagne italienne de l'empereur Henri entre 1310 et 1313. Pour ses services à Milan, il reçoit le titre de lieutenant général de Lombardie ainsi que le droit de percevoir la taxe impériale à Flüelen. Il entre au service du roi Frédéric en 1314. Dans la guerre de Morgarten en 1315, il tente de servir de médiateur entre les parties et ne semble pas avoir participé en tant que combattant.
En 1315, il épouse la veuve de son beau-père, Maria von Oettingen (morte en 1369). En 1319, il soutient le siège gibelin de Gênes et meurt probablement lors de cette campagne. La chapelle Notre-Dame à Oetenbach, où sa sœur Cécilia est prieure, est dédiée en son nom en 1320.

## Poèmes
Les huit minnelieder attribués à Wernher dans le Codex Manesse commencent par les incipits suivants  :
1. Mit urlob wil ich hinnan varn / unt scheiden von dem lande / und niemen wider komen drin ("Avec la permission, je veux partir / et quitter ce pays / et ne jamais y revenir.")
2. Min vro minnekliche Minne / war umbe hant ir mir die sinne / so ser, so vast an si gewant ("Ma joyeuse et aimable Amour / pourquoi avez-vous si fortement, si fermement / attaché mes pensées à elle ?")
3. Mit urlob wil ich scheiden von dem lande / hertz' unde muot daz laz' ich ir ze pfande ("Avec la permission, je veux quitter ce pays / je lui laisse mon cœur et mon esprit en gage.")
4. Mich jamert uz der mâze / nach der lieben vrowen min ("Je souffre au-delà de toute mesure / pour ma chère dame.")
5. Ez ist ein spot / vart ie hertze von leide verseret / sam daz mine? Minne daz ist din getat ("C'est une moquerie / le cœur a-t-il jamais été blessé par la souffrance / comme le mien ? Amour, c'est ton œuvre.")
6. Wol mich hiut und iemer me, ich saeh ein wip, der ir munt von roete bran ("Heureux moi aujourd'hui et pour toujours, j'ai vu une femme, dont la bouche brûlait de rougeur.")
7. Ich muoz klagen, daz diu zit / sich so gar verkeret hat ("Je dois me plaindre que le temps / ait tellement changé.")
8. Wie mak daz iemer so beschehen / daz ich so sere fürcht' ein wip ("Comment cela peut-il arriver / que je craigne tant une femme ?")